# Іпек Більгін
Фатма Іпек Більгін (нар. 24 березня 1956, Стамбул, Туреччина) — турецька акторка, театральна режисерка й перекладачка.

## Життєпис
Працювала в Державному театрі Анкари. Вперше помічена на телебаченні у 2000-х. Окрім зйомок в кіно, Більгін також виступала на сцені.
Одружена з режисером і актором Джюнейтом Чалишкуром. Їхня донька, Чаґ Чалішкур, також акторка.
Фатма Іпек Більгін перекладала твори Еріка Морріса та Джоан Готчкіс з англійської турецькою.
У 2000 році нагороджена разом з Айлін Дамчіоглу як найкраща акторка на 48-й церемонії вручення театральних премій «Art Institution Theatre Awards».

## Фільмографія
| Фільми      | Фільми               | Фільми             | Фільми       |
| Рік         | Назва                | Роль               | Примітки     |
| ----------- | -------------------- | ------------------ | ------------ |
| 2005        | İki Genç Kız         |                    |              |
| 2006        | Çinliler Geliyor     |                    |              |
| 2006        | Чарівник             |                    |              |
| 2012        | Karnaval             |                    |              |
| 2013        | Hükümet Kadın        |                    |              |
| 2013        | Сон метелика         | Muzaffer'in Annesi |              |
| 2013        | Мер'єм               |                    |              |
| 2017        | Червоний Стамбул     | Гюзін              |              |
| Телесеріали |                      |                    |              |
| Рік         | Назва                | Роль               | Примітки     |
| 2009        | Езель                | Меліха             |              |
| 2012        | Leyla'nın Evi        | Бурджу Йилдиз      |              |
| 2012        | Кою Кірмізі          |                    |              |
| 2013        | 20 Dakika            | Muavvin Süreyya    |              |
| 2014        | Марал                |                    |              |
| 2015        | Analar ve Anneler    | Ісмет              |              |
| 2017        | Наречена зі Стамбула | Есма Боран         | головна роль |